# Florida Gators (Footballteam)
Die Florida Gators sind ein College Football-Team in Gainesville, welches die University of Florida repräsentiert. Die Heimspiele der Gators werden im 88.548 Plätze fassenden Ben Hill Griffin Stadium ausgetragen. Das Team spielt in der Southeastern Conference der NCAA Division I.

## Geschichte
Der Spielbeginn des Teams begann im September 1906, als der neue Universitätscampus in Gainesville eröffnete. 1912 traten die Gators dann der Southern Intercollegiate Athletic Association (SIAA) bei, an der sie bis 1922, als sie sich der Southern Conference anschlossen, teilnahmen. Allerdings waren die Gators auch in dieser nicht lange Mitglied. 1933 traten sie der neugegründeten Southeastern Conference bei, deren Mitglied sie bis heute sind.

## Nationale Meistertitel
| Jahr                      | Trainer        | Selektor       | Bilanz | Bowl                                                  | Gegner        | Resultat |
| ------------------------- | -------------- | -------------- | ------ | ----------------------------------------------------- | ------------- | -------- |
| 1996                      | Steve Spurrier | AP, Allenatori | 12–1   | Sugar Bowl (Bowl Alliance National Championship Game) | Florida State | W 52-20  |
| 2006                      | Urban Meyer    | BCS, AP        | 13–1   | BCS National Championship Game                        | Ohio State    | W 41-14  |
| 2008                      | Urban Meyer    | BCS, AP        | 13–1   | BCS National Championship Game                        | Oklahoma      | W 24-14  |
| Nationale Meistertitel: 3 |                |                |        |                                                       |               |          |

## Conference-Meisterschaften
| Jahr                          | Conference | Trainer        | Gesamt | Conference |
| ----------------------------- | ---------- | -------------- | ------ | ---------- |
| 1991                          | SEC        | Steve Spurrier | 10–2   | 7–0        |
| 1993                          | SEC        | Steve Spurrier | 11–2   | 7–1        |
| 1994                          | SEC        | Steve Spurrier | 10–2–1 | 7–1        |
| 1995                          | SEC        | Steve Spurrier | 12–1   | 8–0        |
| 1996                          | SEC        | Steve Spurrier | 12–1   | 8–0        |
| 2000                          | SEC        | Steve Spurrier | 10–3   | 7–1        |
| 2006                          | SEC        | Urban Meyer    | 13–1   | 7–1        |
| 2008                          | SEC        | Urban Meyer    | 13–1   | 7–1        |
| Conference-Meisterschaften: 8 |            |                |        |            |

## Individuelle Titel

### Mitglieder College Football Hall of Fame
| Name             | Position               | Aktiv bei den Gators | Aufgenommen |
| ---------------- | ---------------------- | -------------------- | ----------- |
| Carlos Alvarez   | Wide Receiver          | 1969–71              | 2011        |
| Charlie Bachman  | Head Coach             | 1928–32              | 1978        |
| Wes Chandler     | Wide Receiver          | 1974–77              | 2015        |
| Doug Dickey      | Head Coach             | 1970–78              | 2003        |
| Ray Graves       | Head Coach             | 1960–69              | 1990        |
| Marcelino Huerta | Head Coach             | 1947–49              | 2002        |
| Wilber Marshall  | Linebacker             | 1980–83              | 2008        |
| Emmitt Smith     | Runningback            | 1987–89              | 2006        |
| Steve Spurrier   | Quarterback Head Coach | 1963–66 1990–2001    | 1986 2017   |
| Dale Van Sickel  | End                    | 1927–29              | 1975        |
| Danny Wuerffel   | Quarterback            | 1993–96              | 2013        |
| Jack Youngblood  | Defensive End          | 1967–70              | 1992        |

### Gewinner der Heisman Trophy
- Steve Spurrier (1966)
- Danny Wuerffel (1996)
- Tim Tebow (2007)